# Юстина Беднарек
Юстина Беднарек (пол. Justyna Bednarek) — польська дитяча письменниця, журналістка, філолог-романіст. Насамперед відома як авторка книжки «Неймовірні пригоди десятьох шкарпеток (чотирьох правих і шістьох лівих)».

## Біографія
Народилася 1970 року у Варшаві, Польща. Випускниця Музичної школи 1-го ст. імені Кароля Шимановського у Варшаві, XLI Загальноосвітнього ліцею імені Йоахима Лелевеля у Варшаві, відділення романської філології Варшавського університету та Народного університету художнього промислу в Волі Сеньковій.
Протягом багатьох років працювала редакторкою жіночих журналів. 2004 року видала три віршовані казки про домовика Ленека («Ленек і подорож», «Ленек і зірка», «Ленек і полювання»), опубліковані у видавництві «Skrzat». 2015 року письменниця повернулася до дитячої літератури та опублікувала книжку «Неймовірні пригоди десятьох шкарпеток (чотирьох правих і шістьох лівих)» з ілюстраціями Даніеля де Латура та здобула кілька номінацій та нагород. 2016 року світ побачили дві наступні казки: «П'ять спритних куниць» з ілюстраціями Даніеля де Латура та «Заграй мені то. Казки музичні» з малярськими графіками Жозефа Вількона. У березні 2017 року вийшла друга частина шкарпеткової саги під назвою «Нові пригоди шкарпеток (ще більш неймовірні)» (ілюстратор — Даніель де Латур). Також існує задум створення мультсеріалу на основі творів про шкарпетки.

## Переклади українською
- Юстина Беднарек. Неймовірні пригоди десятьох шкарпеток (чотирьох правих і шістьох лівих). — Л. : Урбіно, 2019. — 160 с. — ISBN 978-966-2647-54-9.